# Petaloproctus neoborealis
Petaloproctus neoborealis är en ringmaskart som beskrevs av Hartman 1969. Petaloproctus neoborealis ingår i släktet Petaloproctus och familjen Maldanidae. Inga underarter finns listade i Catalogue of Life.